# Manawoka
Manawoka är en ö i Indonesien.   Den ligger i provinsen Moluckerna, i den östra delen av landet, 2 700 km öster om huvudstaden Jakarta. Arean är 52 kvadratkilometer.
Terrängen på Manawoka är lite kuperad. Öns högsta punkt är 338 meter över havet. Den sträcker sig 11,7 kilometer i nord-sydlig riktning, och 14,6 kilometer i öst-västlig riktning.  I omgivningarna runt Manawoka växer i huvudsak städsegrön lövskog.